# Гетело
Гетело (њем. Getelo) општина је у њемачкој савезној држави Доња Саксонија. Једно је од 26 општинских средишта округа Графшафт Бентхајм. Према процјени из 2010. у општини је живјело 676 становника. Посједује регионалну шифру (AGS) 3456006.

## Географски и демографски подаци
Гетело се налази у савезној држави Доња Саксонија у округу Графшафт Бентхајм. Општина се налази на надморској висини од 68 метара. Површина општине износи 20,2 km². У самом мјесту је, према процјени из 2010. године, живјело 676 становника. Просјечна густина становништва износи 33 становника/km².

## Међународна сарадња
| Мјесто   | Држава    | Врста сарадње | Од    |
| -------- | --------- | ------------- | ----- |
| Туберген | Холандија | партнерство   | 1981. |
| Извор    |           |               |       |